# الكريف (الدخال)

تعديل مصدري - تعديل

الكريف محلة تابعة لقرية بني عامر، التابعة لعزلة الدخال بمديرية ذي السفال إحدى مديريات محافظة إب في الجمهورية اليمنية، بلغ تعداد سكانها 166 حسب تعداد اليمن لعام 2004.